# Yuva
Yuva (hindi:युवा, urdu: یوا, italiano: gioventù), originariamente intitolato Howrah Bridge è un film indiano del 2004 diretto da Mani Ratnam. Realizzato contemporaneamente in Lingua hindi (Yuva) ed in lingua tamil (Aayutha Ezhuthu), l'obiettivo principale del film era di motivare i giovani indiani ad entrare in politica. Il film racconta di tre giovani uomini provenienti da differenti strati sociali, ed un incidente che coinvolge tutti e tre sul ponte Kolkata's Howrah Bridge che cambierà le loro vite per sempre.